# Tournoi des As 1988
Navigation
Le Mans 1989
Le Tournoi des As 1988 est la 1re édition du Tournoi des As de basket-ball. Il se déroule du 1er au 2 avril 1988 au Palais des Sports de Dijon. Le vainqueur du tournoi est qualifié pour la coupe des vainqueurs de coupe 1988-1989. 

## Résumé
Cette première édition du tournoi a lieu juste après la fin de la saison régulière et juste avant le début des play-offs du championnat de France. Les quatre premiers de la saison régulière sont qualifiés. La finale est retransmise sur Antenne 2.

## Participants
| Équipes qualifiées                          |
| ------------------------------------------- |
| Limoges Monaco Cholet Racing Club de France |

## Tableau
|  | Demi-finales          | Demi-finales     |        |     | Finale         | Finale         |
|  | Demi-finales          | Demi-finales     |        |     | Finale         | Finale         |
|  |                       |                  |        |     |                |                |
|  | Vendredi 1 avril      | Vendredi 1 avril |        |     | Samedi 2 avril | Samedi 2 avril |
|  | Vendredi 1 avril      | Vendredi 1 avril |        |     | Samedi 2 avril | Samedi 2 avril |
|  | Monaco                | 81               |        |     | Samedi 2 avril | Samedi 2 avril |
|  | Monaco                | 81               |        |     | Samedi 2 avril | Samedi 2 avril |
|  | Cholet                | 83               |        |     | Samedi 2 avril | Samedi 2 avril |
|  | Cholet                | 83               | Cholet | 85  |                |                |
|  | Vendredi 1 avril      |                  | Cholet | 85  |                |                |
|  |                       | Limoges          | 88     |     |                |                |
|  | Limoges               | Limoges          | 88     | 106 |                |                |
|  | Limoges               |                  |        | 106 |                |                |
|  | Racing Club de France | 90               |        |     |                |                |
|  | Racing Club de France | 90               |        |     |                |                |